# Bolesław Rafał Kuc
Bolesław Rafał Kuc (ur. 3 kwietnia 1944 w Korabiach, zm. 29 sierpnia 2022) – polski uczony, profesor nauk ekonomicznych, socjolog, prakseolog i specjalista nauk o zarządzaniu, profesor zwyczajny Wydziału Zarządzania Uniwersytetu Warszawskiego, specjalności naukowe: podstawy zarządzania, zarządzanie strategiczne, teoria przywództwa, teoria kontroli i kontrolingu, metodologia nauk o zarządzaniu.

## Życiorys
W 1968 ukończył studia socjologiczne w Uniwersytecie Warszawskim. W 1974 na podstawie napisanej pod kierunkiem Jana Zieleniewskiego rozprawy pt. Potrzeba, możliwości i kierunki usprawniania kontroli administracji państwowej uzyskał w Zakładzie Prakseologii Polskiej Akademii Nauk stopień doktora nauk humanistycznych. W 1983 na Wydziale Zarządzania Uniwersytetu Warszawskiego na podstawie dorobku naukowego oraz rozprawy pt. Kontrola w systemie zarządzania otrzymał stopień naukowy doktora habilitowanego w dyscyplinie nauki o organizacji i zarządzaniu. W 2003 prezydent RP Aleksander Kwaśniewski nadał mu tytuł profesora nauk ekonomicznych
Był zatrudniony w Instytucie Organizacji i Zarządzania w Przemyśle "Orgmasz" i w Zakładzie Prakseologii Polskiej Akademii Nauk oraz był nauczycielem akademickim w następujących uczelniach:
- Uniwersytet Warszawski,
- Uniwersytet Gdański,
- Wyższa Szkoła Finansów i Zarządzania w Białymstoku,
- Uczelnia Techniczno-Handlowa im. Heleny Chodkowskiej w Warszawie,
- Społeczna Akademia Nauk w Łodzi,
- Europejska Uczelnia w Warszawie[4].

W 2002 został odznaczony Złotym Krzyżem Zasługi. 
Zmarł 29 sierpnia 2022. Został pochowany na cmentarzu parafialnym w Legionowie.

## Wybrane publikacje
- Zarządzanie doskonałe (1999, 2000, 2003, 2008)
- Kontrola menedżerska (2001)
- Audyt wewnętrzny. Teoria i praktyka (2002)
- Od zarządzania do przywództwa (2004, 2005)
- Kontroling narzędziem wczesnego ostrzegania (2006)
- Kontrola w systemie zarządzania (2006)
- Kontrola i audyt w sektorze publicznym (2007)
- Funkcje nauki. Wstęp do metodologii. Nauka nie jest grą (2012)
- Model przywództwa zintegrowanego (2014)
- Zarządzanie przywódcze. Pokora koronuje sukces (2014)
- Aksjologia organizacji i zarządzania. Na krawędzi kryzysu wartości (2015)
- Kontrolne instrumenty zarządzania. Od liczydła do kontroli on-line (2016)
- Paradoksy przywództwa. Od szamana do showmana (2016)[6]